# 武知治
武知 治（たけち おさむ、1914年 - 生没不明）は、日本のフィールドホッケー選手。
1936年ベルリンオリンピックでホッケー競技に出場した。